# Любимский район
Люби́мский райо́н — административно-территориальная единица (район) и муниципальное образование (муниципальный район) в составе Ярославской области Российской Федерации.
Административный центр — город Любим.

## География
Площадь 1967 км² (10-е место среди районов). Любимский район граничит за западе с Даниловским и Первомайским районами Ярославской области, на севере — с Вологодской областью, на востоке — с Костромской областью.
Основные реки — Кострома, Обнора, Соть.

## История
Любимский район образован 10 июня 1929 года в составе Ярославского округа Ивановской Промышленной области. В него вошла бо́льшая часть территории бывшего Любимского уезда Ярославской губернии. В 1935 году во вновь образованный Пречистенский район были переданы 3 сельсовета: Вознесенский, Парфеньевский и Шильпуховский. 11 марта 1936 года район вошёл в состав вновь образованной Ярославской области. 17 марта 1944 года Андрейковский, Закобякинский, Крутиковский и Поддубновский сельсоветы перечислены во вновь образованный Середской район. В связи с ликвидацией Середского района 22 октября 1959 года в Любимский район перечислены Закобякинский и Разбугинский сельсоветы.

## Население
| 1939    | 1959    | 1970    | 1979    | 1989    | 2002    | 2007    | 2009    | 2010    |
| ------- | ------- | ------- | ------- | ------- | ------- | ------- | ------- | ------- |
| 49 028  | ↘30 386 | ↘24 547 | ↘19 136 | ↘16 694 | ↘13 987 | ↘12 628 | ↘12 521 | ↘11 789 |
| 2011    | 2012    | 2013    | 2014    | 2015    | 2016    | 2017    | 2018    | 2019    |
| ↘11 758 | ↘11 505 | ↘11 406 | ↘11 206 | ↘11 083 | ↘10 950 | ↘10 853 | ↘10 623 | ↘10 512 |
| 2020    | 2021    |         |         |         |         |         |         |         |
| ↘10 363 | ↘10 025 |         |         |         |         |         |         |         |

### Урбанизация
Городское население (город Любим) составляет 50,24 % от всего населения района.

### Национальный состав
По итогам переписи населения 2020 года проживали следующие национальности (национальности менее 0,1 % и другое, см. в сноске к строке «Другие»):
| Национальность | Численность, чел. | Доля     |
| -------------- | ----------------- | -------- |
| Русские        | 9816              | 97,92 %  |
| Украинцы       | 25                | 0,25 %   |
| Киргизы        | 20                | 0,20 %   |
| Армяне         | 17                | 0,17 %   |
| Татары         | 13                | 0,13 %   |
| Чуваши         | 12                | 0,12 %   |
| Цыгане         | 11                | 0,11 %   |
| Другие         | 111               | 1,10 %   |
| Итого          | 10 025            | 100,00 % |

## Административное деление
Любимский район как административно-территориальная единица области включает 8 сельских округов и 1 город районного значения.
Любимский муниципальный район в рамках организации местного самоуправления включает 4 муниципальных образования, в том числе 1 городское поселение и 3 сельских поселения.
| Административно- территориальная единица | Административный центр | Муниципальное образование        | Административный центр | Количество населённых пунктов | Население (чел.) | Площадь (км²) |             |             |                           |          |    |       |       |
| ---------------------------------------- | ---------------------- | -------------------------------- | ---------------------- | ----------------------------- | ---------------- | ------------- | ----------- | ----------- | ------------------------- | -------- | -- | ----- | ----- |
| Административно- территориальная единица | Административный центр | Муниципальное образование        | Административный центр | Количество населённых пунктов | Население (чел.) | Площадь (км²) | город Любим | город Любим | городское поселение Любим | г. Любим | 18 | ↘6423 | 85,71 |
| Любимский сельский округ                 | д. Останково           |                                  |                        |                               |                  |               |             |             | городское поселение Любим | г. Любим | 18 | ↘6423 | 85,71 |
| Воскресенский сельский округ             | д. Гузыцино            | Воскресенское сельское поселение | д. Гузыцино            | 76                            | ↗1003            | 538,36        |             |             |                           |          |    |       |       |
| Троицкий сельский округ                  | с. Троица              | Воскресенское сельское поселение | д. Гузыцино            | 76                            | ↗1003            | 538,36        |             |             |                           |          |    |       |       |
| Ермаковский сельский округ               | д. Ермаково            | Ермаковское сельское поселение   | д. Ермаково            | 75                            | ↘908             | 672,32        |             |             |                           |          |    |       |       |
| Кирилловский сельский округ              | д. Кириллово           | Ермаковское сельское поселение   | д. Ермаково            | 75                            | ↘908             | 672,32        |             |             |                           |          |    |       |       |
| Пигалевский сельский округ               | д. Обнорское           | Ермаковское сельское поселение   | д. Ермаково            | 75                            | ↘908             | 672,32        |             |             |                           |          |    |       |       |
| Покровский сельский округ                | с. Покров              | Ермаковское сельское поселение   | д. Ермаково            | 75                            | ↘908             | 672,32        |             |             |                           |          |    |       |       |
| Осецкий сельский округ                   | д. Рузбугино           | Осецкое сельское поселение       | д. Рузбугино           | 113                           | ↘1691            | 670,40        |             |             |                           |          |    |       |       |

## Населённые пункты
Всего в Любимском районе 282 населённых пункта, в том числе один город и 281 сельский населённый пункт.
| №   | Населённый пункт        | Тип     | Население (чел.) | Сельский округ | Сельское/ городское поселение |
| --- | ----------------------- | ------- | ---------------- | -------------- | ----------------------------- |
| 1   | Любим                   | город   | ↘5037            |                | Любим                         |
| 2   | Акулово                 | деревня | ↗4               | Осецкий        | Осецкое                       |
| 3   | Алексеевка              | деревня | →0               | Кирилловский   | Ермаковское                   |
| 4   | Алешино                 | деревня | →3               | Пигалевский    | Ермаковское                   |
| 5   | Андрейково              | деревня | ↗3               | Осецкий        | Осецкое                       |
| 6   | Андрюково               | деревня | ↗53              | Осецкий        | Осецкое                       |
| 7   | Анисимцево              | деревня | 0                | Осецкий        | Осецкое                       |
| 8   | Антоново                | деревня | ↘1               | Осецкий        | Осецкое                       |
| 9   | Антропьево              | деревня | →0               | Осецкий        | Осецкое                       |
| 10  | Антушово                | деревня | →0               | Воскресенский  | Воскресенское                 |
| 11  | Анциферово              | деревня | →0               | Любимский      | Любим                         |
| 12  | Анциферово              | деревня | ↘0               | Осецкий        | Осецкое                       |
| 13  | Аристово                | деревня | →0               | Воскресенский  | Воскресенское                 |
| 14  | Афанасьевское           | деревня | ↘0               | Воскресенский  | Воскресенское                 |
| 15  | Балакирево              | деревня | →1               | Осецкий        | Осецкое                       |
| 16  | Баринцево               | деревня | ↘1               | Воскресенский  | Воскресенское                 |
| 17  | Барское                 | деревня | ↘2               | Воскресенский  | Воскресенское                 |
| 18  | Батинское               | деревня | 0                | Осецкий        | Осецкое                       |
| 19  | Бедарево                | деревня | ↘4               | Осецкий        | Осецкое                       |
| 20  | Белавино                | деревня | →2               | Осецкий        | Осецкое                       |
| 21  | Белоглазово             | деревня | →0               | Пигалевский    | Ермаковское                   |
| 22  | Благуново               | деревня | ↘1               | Воскресенский  | Воскресенское                 |
| 23  | Бобарнево               | деревня | ↗10              | Осецкий        | Осецкое                       |
| 24  | Болваново               | деревня | ↗2               | Ермаковский    | Ермаковское                   |
| 25  | Борисовское             | деревня | ↘1               | Осецкий        | Осецкое                       |
| 26  | Бородино                | деревня | ↗2               | Воскресенский  | Воскресенское                 |
| 27  | Бряково                 | деревня | ↘0               | Покровский     | Ермаковское                   |
| 28  | Будаково                | деревня | ↗11              | Воскресенский  | Воскресенское                 |
| 29  | Булаково                | деревня | ↘52              | Осецкий        | Осецкое                       |
| 30  | Бурдуково               | деревня | →0               | Троицкий       | Воскресенское                 |
| 31  | Бутрево                 | деревня | →0               | Воскресенский  | Воскресенское                 |
| 32  | Бутырки                 | деревня | ↘0               | Осецкий        | Осецкое                       |
| 33  | Бушкатово               | деревня | ↘4               | Осецкий        | Осецкое                       |
| 34  | Варлыгино               | деревня | ↘10              | Кирилловский   | Ермаковское                   |
| 35  | Василево                | деревня | ↗5               | Троицкий       | Воскресенское                 |
| 36  | Василево                | деревня | ↗3               | Ермаковский    | Ермаковское                   |
| 37  | Васильково              | деревня | ↗7               | Осецкий        | Осецкое                       |
| 38  | Вахромейка              | деревня | ↗143             | Воскресенский  | Воскресенское                 |
| 39  | Верхний Жар             | деревня | →9               | Воскресенский  | Воскресенское                 |
| 40  | Взглядово               | деревня | →2               | Осецкий        | Осецкое                       |
| 41  | Власуново               | деревня | ↗33              | Осецкий        | Осецкое                       |
| 42  | Вознесение              | село    | →0               | Воскресенский  | Воскресенское                 |
| 43  | Воскресенское           | село    | ↗37              | Воскресенский  | Воскресенское                 |
| 44  | Высоково                | деревня | ↘19              | Осецкий        | Осецкое                       |
| 45  | Вязниково               | деревня | ↘1               | Воскресенский  | Воскресенское                 |
| 46  | Гиганово                | деревня | ↘0               | Кирилловский   | Ермаковское                   |
| 47  | Глазково                | деревня | ↗6               | Воскресенский  | Воскресенское                 |
| 48  | Глебово                 | деревня | ↘11              | Осецкий        | Осецкое                       |
| 49  | Голубково               | деревня | ↘0               | Любимский      | Любим                         |
| 50  | Григорово               | деревня | ↗1               | Ермаковский    | Ермаковское                   |
| 51  | Гриденино               | деревня | ↗11              | Осецкий        | Осецкое                       |
| 52  | Гришино                 | деревня | →0               | Осецкий        | Осецкое                       |
| 53  | Губино                  | деревня | ↘13              | Воскресенский  | Воскресенское                 |
| 54  | Гузыцино                | деревня | ↗146             | Воскресенский  | Воскресенское                 |
| 55  | Гусево                  | деревня | →0               | Любимский      | Любим                         |
| 56  | Дворянкино              | деревня | ↘0               | Любимский      | Любим                         |
| 57  | Демково                 | деревня | →0               | Троицкий       | Воскресенское                 |
| 58  | Деревеньки              | деревня | ↗4               | Осецкий        | Осецкое                       |
| 59  | Деревягино              | деревня | ↗3               | Осецкий        | Осецкое                       |
| 60  | Дерягино                | деревня | ↘0               | Осецкий        | Осецкое                       |
| 61  | Дмитриевка              | деревня | →0               | Кирилловский   | Ермаковское                   |
| 62  | Дмитриково              | деревня | →7               | Воскресенский  | Воскресенское                 |
| 63  | Добродеево              | деревня | →0               | Воскресенский  | Воскресенское                 |
| 64  | Долгово                 | деревня | ↘5               | Осецкий        | Осецкое                       |
| 65  | Дор                     | деревня | →4               | Ермаковский    | Ермаковское                   |
| 66  | Дор Павлов              | деревня | ↘3               | Воскресенский  | Воскресенское                 |
| 67  | Дорок                   | деревня | ↘0               | Осецкий        | Осецкое                       |
| 68  | Дорское                 | деревня | ↘28              | Воскресенский  | Воскресенское                 |
| 69  | Дыбино                  | деревня | ↘18              | Осецкий        | Осецкое                       |
| 70  | Елхи                    | деревня | →0               | Пигалевский    | Ермаковское                   |
| 71  | Еремейцево              | деревня | 8                | Осецкий        | Осецкое                       |
| 72  | Ермаково                | деревня | ↘380             | Ермаковский    | Ермаковское                   |
| 73  | Ермолино                | деревня | ↘4               | Кирилловский   | Ермаковское                   |
| 74  | Ескино                  | деревня | →0               | Осецкий        | Осецкое                       |
| 75  | Есманово                | деревня | →0               | Осецкий        | Осецкое                       |
| 76  | Железово                | деревня | ↗24              | Покровский     | Ермаковское                   |
| 77  | Журавлево               | деревня | ↘0               | Ермаковский    | Ермаковское                   |
| 78  | Заварежнево             | деревня | ↘2               | Осецкий        | Осецкое                       |
| 79  | Зайцево                 | посёлок | →2               | Осецкий        | Осецкое                       |
| 80  | Закобякино              | село    | ↗126             | Осецкий        | Осецкое                       |
| 81  | Заповедник              | хутор   | ↘6               | Пигалевский    | Ермаковское                   |
| 82  | Зимницы                 | деревня | →0               | Осецкий        | Осецкое                       |
| 83  | Зиново                  | деревня | ↘4               | Кирилловский   | Ермаковское                   |
| 84  | Зубово                  | деревня | →0               | Воскресенский  | Воскресенское                 |
| 85  | Зубово                  | деревня | ↘3               | Покровский     | Ермаковское                   |
| 86  | Иванниково              | деревня | ↘12              | Осецкий        | Осецкое                       |
| 87  | Ивановское              | деревня | ↘0               | Воскресенский  | Воскресенское                 |
| 88  | Ивановское              | деревня | ↘63              | Осецкий        | Осецкое                       |
| 89  | Иваньково               | деревня | ↘1               | Любимский      | Любим                         |
| 90  | Ившино                  | деревня | →19              | Осецкий        | Осецкое                       |
| 91  | Илькино                 | деревня | ↘10              | Воскресенский  | Воскресенское                 |
| 92  | Исады                   | деревня | ↗16              | Осецкий        | Осецкое                       |
| 93  | Исполино                | хутор   | ↘0               | Пигалевский    | Ермаковское                   |
| 94  | Каликино                | деревня | →3               | Осецкий        | Осецкое                       |
| 95  | Карганово               | деревня | ↘10              | Пигалевский    | Ермаковское                   |
| 96  | Картополово             | деревня | ↘2               | Пигалевский    | Ермаковское                   |
| 97  | Касьяново               | деревня | ↘50              | Осецкий        | Осецкое                       |
| 98  | Кинтаново               | деревня | ↘36              | Кирилловский   | Ермаковское                   |
| 99  | Кинтаново               | село    | →0               | Кирилловский   | Ермаковское                   |
| 100 | Кипино                  | деревня | ↘8               | Ермаковский    | Ермаковское                   |
| 101 | Кириллово               | деревня | ↘55              | Кирилловский   | Ермаковское                   |
| 102 | Клепиково               | деревня | ↘0               | Воскресенский  | Воскресенское                 |
| 103 | Ключевая                | деревня | ↘3               | Ермаковский    | Ермаковское                   |
| 104 | Клюшниково              | деревня | ↗20              | Осецкий        | Осецкое                       |
| 105 | Кобылино                | деревня | →0               | Воскресенский  | Воскресенское                 |
| 106 | Конанцево               | деревня | ↗6               | Осецкий        | Осецкое                       |
| 107 | Конеево                 | деревня | ↗15              | Троицкий       | Воскресенское                 |
| 108 | Косоногово              | деревня | →0               | Осецкий        | Осецкое                       |
| 109 | Кошулево                | деревня | ↘1               | Осецкий        | Осецкое                       |
| 110 | Кощеево                 | деревня | ↗12              | Кирилловский   | Ермаковское                   |
| 111 | Красный Бор             | деревня | ↗5               | Осецкий        | Осецкое                       |
| 112 | Крутик                  | деревня | ↘78              | Осецкий        | Осецкое                       |
| 113 | Крюково                 | деревня | →3               | Осецкий        | Осецкое                       |
| 114 | Кузовлево               | деревня | →2               | Воскресенский  | Воскресенское                 |
| 115 | Кулижский               | посёлок | ↗2               | Покровский     | Ермаковское                   |
| 116 | Курочкино               | деревня | ↗17              | Осецкий        | Осецкое                       |
| 117 | Ларино                  | деревня | →0               | Осецкий        | Осецкое                       |
| 118 | Леонтьево               | деревня | ↘0               | Воскресенский  | Воскресенское                 |
| 119 | Летнево                 | деревня | ↘1               | Осецкий        | Осецкое                       |
| 120 | Лилицино                | деревня | →49              | Осецкий        | Осецкое                       |
| 121 | Лисино                  | село    | ↘0               | Осецкий        | Осецкое                       |
| 122 | Лучкино                 | деревня | ↘0               | Кирилловский   | Ермаковское                   |
| 123 | Лысцево                 | деревня | ↗42              | Осецкий        | Осецкое                       |
| 124 | Макарово                | деревня | →0               | Кирилловский   | Ермаковское                   |
| 125 | Макарово                | деревня | ↗3               | Осецкий        | Осецкое                       |
| 126 | Маринино                | деревня | →0               | Осецкий        | Осецкое                       |
| 127 | Мартьяново              | деревня | ↘0               | Троицкий       | Воскресенское                 |
| 128 | Маслово                 | деревня | ↘0               | Воскресенский  | Воскресенское                 |
| 129 | Мельцево                | деревня | ↘18              | Троицкий       | Воскресенское                 |
| 130 | Минино                  | деревня | ↘112             | Ермаковский    | Ермаковское                   |
| 131 | Мистелово               | деревня | ↘1               | Осецкий        | Осецкое                       |
| 132 | Митино                  | деревня | ↗1               | Осецкий        | Осецкое                       |
| 133 | Митино                  | деревня | ↗1               | Осецкий        | Осецкое                       |
| 134 | Митино                  | деревня | ↘2               | Воскресенский  | Воскресенское                 |
| 135 | Митино                  | деревня | ↘2               | Кирилловский   | Ермаковское                   |
| 136 | Михаил-Архангел         | деревня | →25              | Воскресенский  | Воскресенское                 |
| 137 | Михайловское            | село    | ↘14              | Осецкий        | Осецкое                       |
| 138 | Михалево                | деревня | →0               | Воскресенский  | Воскресенское                 |
| 139 | Михеево                 | деревня | ↘86              | Осецкий        | Осецкое                       |
| 140 | Мотница                 | деревня | →0               | Осецкий        | Осецкое                       |
| 141 | Мотыгино                | деревня | →0               | Ермаковский    | Ермаковское                   |
| 142 | Мясниково               | деревня | ↘27              | Осецкий        | Осецкое                       |
| 143 | Нагорское               | деревня | ↗7               | Осецкий        | Осецкое                       |
| 144 | Надеево                 | деревня | ↘4               | Воскресенский  | Воскресенское                 |
| 145 | Назарово                | деревня | ↘2               | Любимский      | Любим                         |
| 146 | Назимово                | деревня | ↘25              | Осецкий        | Осецкое                       |
| 147 | Накоступово             | деревня | ↗22              | Воскресенский  | Воскресенское                 |
| 148 | Настасьино              | деревня | ↘18              | Пигалевский    | Ермаковское                   |
| 149 | Наумово                 | деревня | ↘11              | Кирилловский   | Ермаковское                   |
| 150 | Некрасово               | деревня | ↘1               | Осецкий        | Осецкое                       |
| 151 | Нелюдово                | деревня | ↘10              | Осецкий        | Осецкое                       |
| 152 | Нестерково              | деревня | ↗8               | Воскресенский  | Воскресенское                 |
| 153 | Нестерово               | деревня | →1               | Воскресенский  | Воскресенское                 |
| 154 | Нефедово                | деревня | →0               | Покровский     | Ермаковское                   |
| 155 | Нижний Жар              | деревня | ↗7               | Воскресенский  | Воскресенское                 |
| 156 | Никиткино               | деревня | →0               | Осецкий        | Осецкое                       |
| 157 | Никольское              | село    | ↗10              | Осецкий        | Осецкое                       |
| 158 | Никулино                | деревня | ↘7               | Осецкий        | Осецкое                       |
| 159 | Новинки                 | деревня | ↘11              | Осецкий        | Осецкое                       |
| 160 | Новоселки               | деревня | →0               | Воскресенский  | Воскресенское                 |
| 161 | Носково                 | деревня | →0               | Покровский     | Ермаковское                   |
| 162 | Обнорское               | деревня | ↘77              | Пигалевский    | Ермаковское                   |
| 163 | Овсяниково              | деревня | ↘6               | Воскресенский  | Воскресенское                 |
| 164 | Осиновец                | деревня | ↗1               | Пигалевский    | Ермаковское                   |
| 165 | Осиновец                | деревня | ↗2               | Осецкий        | Осецкое                       |
| 166 | Останково               | деревня | ↗393             | Любимский      | Любим                         |
| 167 | Отрадный                | посёлок | ↗1088            | Любимский      | Любим                         |
| 168 | Охотино                 | деревня | →0               | Пигалевский    | Ермаковское                   |
| 169 | Павлигино               | деревня | ↗54              | Осецкий        | Осецкое                       |
| 170 | Павловка                | деревня | ↘28              | Пигалевский    | Ермаковское                   |
| 171 | Павловское              | деревня | ↘0               | Воскресенский  | Воскресенское                 |
| 172 | Палагино                | деревня | ↘0               | Покровский     | Ермаковское                   |
| 173 | Пальцево                | деревня | ↘0               | Кирилловский   | Ермаковское                   |
| 174 | Панфилово               | деревня | →19              | Ермаковский    | Ермаковское                   |
| 175 | Панфилово               | деревня | →0               | Кирилловский   | Ермаковское                   |
| 176 | Парфеньево              | деревня | →0               | Воскресенский  | Воскресенское                 |
| 177 | Пархачево               | деревня | →0               | Воскресенский  | Воскресенское                 |
| 178 | Первожино               | деревня | →4               | Воскресенский  | Воскресенское                 |
| 179 | Перья                   | деревня | ↘1               | Пигалевский    | Ермаковское                   |
| 180 | Петрищево               | деревня | ↘17              | Осецкий        | Осецкое                       |
| 181 | Петрово                 | деревня | ↘0               | Троицкий       | Воскресенское                 |
| 182 | Пигалево                | деревня | →14              | Пигалевский    | Ермаковское                   |
| 183 | Пирогово                | деревня | →0               | Покровский     | Ермаковское                   |
| 184 | Пищалино                | деревня | →0               | Воскресенский  | Воскресенское                 |
| 185 | Платково                | деревня | ↘5               | Осецкий        | Осецкое                       |
| 186 | Плетенево               | деревня | ↘4               | Троицкий       | Воскресенское                 |
| 187 | Плещаево                | деревня | ↘0               | Воскресенский  | Воскресенское                 |
| 188 | Поддубново              | деревня | ↘22              | Осецкий        | Осецкое                       |
| 189 | Покров                  | село    | ↘149             | Покровский     | Ермаковское                   |
| 190 | Поляна                  | деревня | ↘8               | Троицкий       | Воскресенское                 |
| 191 | Понизовки               | деревня | ↘10              | Осецкий        | Осецкое                       |
| 192 | Попово                  | деревня | →0               | Пигалевский    | Ермаковское                   |
| 193 | Пореево                 | деревня | ↘11              | Осецкий        | Осецкое                       |
| 194 | Потепеньки              | деревня | ↘40              | Осецкий        | Осецкое                       |
| 195 | Поторочино              | деревня | ↘11              | Кирилловский   | Ермаковское                   |
| 196 | Починок                 | деревня | ↗1               | Воскресенский  | Воскресенское                 |
| 197 | Починок                 | деревня | ↗34              | Ермаковский    | Ермаковское                   |
| 198 | Починок                 | деревня | ↗15              | Осецкий        | Осецкое                       |
| 199 | Починок-Ананьев         | деревня | ↘8               | Пигалевский    | Ермаковское                   |
| 200 | Починок-Усанов          | деревня | ↘2               | Пигалевский    | Ермаковское                   |
| 201 | Починок-Черепанов       | деревня | →21              | Любимский      | Любим                         |
| 202 | Починок-Чечулин         | деревня | →0               | Любимский      | Любим                         |
| 203 | Починок-Шумилов         | деревня | ↘4               | Пигалевский    | Ермаковское                   |
| 204 | Пошевино                | деревня | ↗12              | Троицкий       | Воскресенское                 |
| 205 | Пречистое               | деревня | →24              | Осецкий        | Осецкое                       |
| 206 | Прокунино               | деревня | ↘3               | Кирилловский   | Ермаковское                   |
| 207 | Пустынь                 | деревня | ↗4               | Ермаковский    | Ермаковское                   |
| 208 | Пятино                  | деревня | ↘0               | Ермаковский    | Ермаковское                   |
| 209 | Радово                  | деревня | ↘7               | Осецкий        | Осецкое                       |
| 210 | Раменье                 | деревня | ↗1               | Осецкий        | Осецкое                       |
| 211 | Раслово-Барское         | деревня | ↗14              | Осецкий        | Осецкое                       |
| 212 | Раслово-Монастырское    | деревня | ↘78              | Осецкий        | Осецкое                       |
| 213 | Ретивцево               | деревня | ↘0               | Воскресенский  | Воскресенское                 |
| 214 | Родники                 | деревня | ↗6               | Покровский     | Ермаковское                   |
| 215 | Рождественская Слободка | деревня | ↗2               | Воскресенский  | Воскресенское                 |
| 216 | Романцево               | деревня | ↘21              | Воскресенский  | Воскресенское                 |
| 217 | Рудниково               | деревня | ↗20              | Осецкий        | Осецкое                       |
| 218 | Рузбугино               | деревня | ↘232             | Осецкий        | Осецкое                       |
| 219 | Рухтово                 | деревня | ↗1               | Воскресенский  | Воскресенское                 |
| 220 | Савиново                | деревня | →0               | Ермаковский    | Ермаковское                   |
| 221 | Санино                  | деревня | ↘6               | Осецкий        | Осецкое                       |
| 222 | Сельцо                  | деревня | ↗3               | Воскресенский  | Воскресенское                 |
| 223 | Семендяево              | деревня | ↘55              | Осецкий        | Осецкое                       |
| 224 | Семенково               | деревня | →0               | Осецкий        | Осецкое                       |
| 225 | Семенково Большое       | деревня | ↗2               | Покровский     | Ермаковское                   |
| 226 | Семенково Малое         | деревня | ↗3               | Покровский     | Ермаковское                   |
| 227 | Семенцево               | деревня | ↘0               | Воскресенский  | Воскресенское                 |
| 228 | Семенцево               | деревня | →0               | Воскресенский  | Воскресенское                 |
| 229 | Скородумово             | деревня | ↗24              | Осецкий        | Осецкое                       |
| 230 | Слобода                 | деревня | →32              | Пигалевский    | Ермаковское                   |
| 231 | Слободка                | деревня | ↘0               | Воскресенский  | Воскресенское                 |
| 232 | Соболево                | деревня | →0               | Троицкий       | Воскресенское                 |
| 233 | Соколиный               | посёлок | ↘97              | Любимский      | Любим                         |
| 234 | Сондолово               | деревня | ↗2               | Осецкий        | Осецкое                       |
| 235 | Соть                    | посёлок | ↘1               | Воскресенский  | Воскресенское                 |
| 236 | Стан                    | деревня | ↗7               | Любимский      | Любим                         |
| 237 | Степанково              | деревня | ↘33              | Осецкий        | Осецкое                       |
| 238 | Страшево                | деревня | ↘100             | Воскресенский  | Воскресенское                 |
| 239 | Стругуново              | деревня | ↘46              | Осецкий        | Осецкое                       |
| 240 | Стряпово                | деревня | ↘80              | Воскресенский  | Воскресенское                 |
| 241 | Сумароково              | деревня | ↘10              | Ермаковский    | Ермаковское                   |
| 242 | Сусолово                | деревня | →0               | Любимский      | Любим                         |
| 243 | Терениково              | деревня | →10              | Осецкий        | Осецкое                       |
| 244 | Тетерино                | деревня | ↘8               | Ермаковский    | Ермаковское                   |
| 245 | Тильбугино              | деревня | ↘17              | Осецкий        | Осецкое                       |
| 246 | Тимино                  | деревня | ↗49              | Пигалевский    | Ермаковское                   |
| 247 | Тимонино                | деревня | ↘10              | Пигалевский    | Ермаковское                   |
| 248 | Троица                  | село    | ↘162             | Троицкий       | Воскресенское                 |
| 249 | Тюриково                | деревня | ↘37              | Троицкий       | Воскресенское                 |
| 250 | Тяпино                  | деревня | →0               | Осецкий        | Осецкое                       |
| 251 | Уварово                 | деревня | →1               | Воскресенский  | Воскресенское                 |
| 252 | Федково                 | деревня | →0               | Пигалевский    | Ермаковское                   |
| 253 | Филиппово               | деревня | ↘21              | Ермаковский    | Ермаковское                   |
| 254 | Филиппово               | село    | ↘197             | Осецкий        | Осецкое                       |
| 255 | Фомино                  | деревня | ↘14              | Осецкий        | Осецкое                       |
| 256 | Фондяково               | деревня | ↘10              | Осецкий        | Осецкое                       |
| 257 | Фролово                 | деревня | →0               | Кирилловский   | Ермаковское                   |
| 258 | Фрольцево               | деревня | ↘141             | Воскресенский  | Воскресенское                 |
| 259 | Хабалево                | деревня | ↘12              | Любимский      | Любим                         |
| 260 | Харино                  | деревня | ↗23              | Ермаковский    | Ермаковское                   |
| 261 | Хлестово                | деревня | ↘86              | Осецкий        | Осецкое                       |
| 262 | Хлестово                | деревня | →1               | Осецкий        | Осецкое                       |
| 263 | Часовенка               | деревня | →0               | Воскресенский  | Воскресенское                 |
| 264 | Ченцово                 | деревня | ↗2               | Кирилловский   | Ермаковское                   |
| 265 | Ченцы                   | деревня | 2                | Осецкий        | Осецкое                       |
| 266 | Черново                 | деревня | ↘82              | Осецкий        | Осецкое                       |
| 267 | Чернышево               | деревня | ↗5               | Пигалевский    | Ермаковское                   |
| 268 | Чернятино               | деревня | ↘0               | Осецкий        | Осецкое                       |
| 269 | Чирково                 | деревня | ↗4               | Воскресенский  | Воскресенское                 |
| 270 | Чудиново                | деревня | ↘0               | Осецкий        | Осецкое                       |
| 271 | Чудиново                | деревня | →0               | Осецкий        | Осецкое                       |
| 272 | Чурилово                | деревня | →3               | Осецкий        | Осецкое                       |
| 273 | Шарна                   | деревня | ↗56              | Любимский      | Любим                         |
| 274 | Шашково                 | деревня | ↗12              | Воскресенский  | Воскресенское                 |
| 275 | Шевелево                | деревня | →3               | Любимский      | Любим                         |
| 276 | Шигино                  | деревня | ↘12              | Осецкий        | Осецкое                       |
| 277 | Шипково                 | деревня | →0               | Покровский     | Ермаковское                   |
| 278 | Щелково                 | деревня | ↘5               | Осецкий        | Осецкое                       |
| 279 | Юрьево                  | деревня | ↘9               | Осецкий        | Осецкое                       |
| 280 | Язвицево                | деревня | ↘24              | Воскресенский  | Воскресенское                 |
| 281 | Яковлевское             | деревня | ↘6               | Осецкий        | Осецкое                       |
| 282 | Ярыгино                 | деревня | ↘8               | Любимский      | Любим                         |

### Упразднённые населённые пункты
В 2019 году упразднены деревни Косиково Покровского сельского округа, Красный Слон Ермаковского сельского округа, Федотово Кирилловского сельского округа.

## Известные люди
Любимцы в Великой Отечественной войне
Любимцы внесли свой вклад в победу в Великой Отечественной войне. Осенью 1941 года жители Любимского района помогали сооружать оборонительные рубежи вокруг столицы. С любимской земли на фронт ушло 42 тыс. посылок, сами любимцы приняли более тысячи семей блокадного Ленинграда. Несколько уроженцев и жителей этих мест стали во время войны Героями Советского Союза: И. И. Буянков (д. Хлестово), В. А. Дышинский (Любим), Н. П. Иванов (Любим), А. С. Кудрявцев (с. Закобякино), Г. А. Пшеницин (с. Закобякино), В. В. Смирнов (Любим), С. П. Субботин (Любим), С. М. Тихомиров (д. Иваньково), И. Н. Туманов (д. Григорово).
Известные уроженцы Любимского района
- Епископ Герман (Осецкий) (Богородское, не сохранилось, в трёх верстах от Пореево)

- Жадовская, Юлия Валериановна (1824—1883) — поэтесса (с. Субботино).
- Розов, Николай Петрович (1842—1892) — регент Ярославского архиерейского хора (c. Гематово).
- Красавин, Фёдор Михайлович (1896—1948) — советский военачальник, генерал-майор (Тимонино)

## Достопримечательности
- Спасо-Преображенский Геннадиев монастырь
- Музей, памятные места и храмы Любима
- Закобякино
- Сплав с посещением видовых точек реки Обноры
- Кощейково